# Spomenka Hribar
Spomenka Hribar, slovenska filozofinja, sociologinja in publicistka in javna intelektualka, * 25. januar 1941, Beograd.

## Življenje
Njen oče je bil Radenko Diklić, mati pa Jelica, rojena v Žireh kot Marija Mravlje. Oče je umrl 2. maja 1942 zaradi posledic mučenja v gestapovskem zaporu Glavnjača. Ob angleškem bombardiranju Beograda aprila 1944 so pod ruševinami umrli vsi njeni sorodniki po očetovi strani, mati pa je bila hudo ranjena. Zdravila se je v bolnišnici v oskrbi pravoslavnih redovnic v Manastiru sv. Petke pri Zaječarju. V materine rodne Žiri sta se vrnili leta 1947. Živi v Tomišlju pri Igu.
V Žireh je obiskovala osnovno šolo, gimnazijo pa v Škofji Loki. Na Filozofsko fakulteto Univerze v Ljubljani se je vpisala jeseni 1960 (A filozofija, A sociologija), diplomirala leta 1965, magistrirala leta 1968, doktorirala pa leta 1996 na FDV v Ljubljani s temo Svetotvornost poezije (hermenevtična analiza Kocbekove poezije in drugih njegovih tekstov).
S študijskim kolegom Valentinom Hribarjem sta se poročila 1963; rodili sta se jima hčerki Daša (1964), poročena Koprivec (umrla 9. decembra 2015), in Valentina (1969), poročena Sorčan.

## Dejavnosti
Prelomnega značaja v njeni publicistiki je esej Krivda in greh, v katerem je na podlagi intervjuja Borisa Pahorja z Edvardom Kocbekom v tržaški reviji Zaliv problematizirala revolucionarno nasilje med vojno in po njej, posebno povojne likvidacije kolaborantov. Zaradi njenega eseja je bil Kocbekov zbornik več kot dve leti »v bunkerju« in je izšel šele leta 1987. Zaradi eseja so jo izključili iz Zveze komunistov. V eseju je zahtevala pietetno obravnavo vseh mrtvih, tudi po vojni likvidiranih domobrancev in drugih kolaborantov ter civilistov in postavitev skupnega spomenika vsem vojnim in povojnim žrtvam (v obliki obeliska z napisom: »Umrli za domovino«). Je pobudnica koncepta narodne sprave in nasprotnica načela »Kdor ni z nami, je proti nam.«
Bila je med pobudniki ustanovitve Nove revije 1982 in od leta 1988 do 1990 njena odgovorna urednica. Bila je med pobudniki ustanovitve in aktivna članica Odbora za varstvo človekovih pravic, ki je nastal ob aretaciji Janeza Janše oziroma četverice pred vojaškim sodiščem v Ljubljani. Na prvih demokratičnih volitvah je bila izvoljena na listi Slovenske demokratične zveze in bila vodja njenega poslanskega kluba. Sodelovala je pri slovenski osamosvojitvi. Na naslednjih volitvah 1992 ni več kandidirala za poslanko. Po osamosvojitvi se je s člankom Zaustaviti desnico uprla zahtevam po rehabilitaciji medvojne kolaboracije desnice.
Spomenka Hribar je po ruski invaziji na Ukrajino leta 2022 podpisnica različnih proruskih pozivov, ki med drugim zahtevajo ustavitev pomoči napadeni Ukrajini, prekinitvi sankcij proti Rusiji, zmanjšanje oz. ukinitev slovenske vojske, pogajanja, prepoved članstva Ukrajine v zvezi NATO in nevtralen status Ukrajine, ki ga je sicer že imela do ruske agresije leta 2014. Hribarjeva je trdila, da obsoja Rusijo in podpira ukrajinsko obrambo, hkrati pa je za ruski napad krivila Ukrajino, ZDA, EU in NATO.

## Priznanja
- zlati red za zasluge Republike Slovenije
- priznanje SEEMO
- častna članica Slovenskega sociološkega društva
- priznanje »državljan/ka Evrope« 2014
- častna meščanka Ljubljane 2012

## Dela
- Človek in vera, Komunist, 1969 (skupaj s Tinetom Hribarjem)
- Vrednote mladih in resnica časa, CZ, Ljubljana, 1970.
- Meje sociologije, Obzorja Maribor, Maribor, 1972.
- Ubiti očeta, Obzorja Maribor, Maribor 1983.
- Krivda in greh (Kocbekov zbornik), Obzorja Maribor, Maribor, 1987.
- Edvard Kocbek in križarsko gibanje, Obzorja Maribor, Maribor, 1990.
- Dolomitska izjava, Nova revija, Ljubljana, 1991.
- Svitanja, Založba ČZP Enotnost, Ljubljana, 1994.
- Morala in revolucija, Sodobnost 43/5 (1995).
- Svet kot zarota, Enotnost, Ljubljana, 1996.
- Svetotvornost poezije, Nova revija, Ljubljana, 2002.
- Škof Rožman v zgodovini (soavtorica), 2008.
- Razkrižja, Mladinska knjiga, Ljubljana, 2009.
- Spomenka Hribar: Uvodnik, Žirovski občasnik, št. 39 (2009), str. 5-13.
- Slovenski razkoli in slovenska sprava: Usodni trk »valjhunstva« in boljševizma (soavtor Tine Hribar), Ciceron, 2021.